# Hedwig von Restorff
Hedwig von Restorff, de nombre completo, Hedwig Ida Auguste von Restorff, (14 de diciembre de 1906, Berlín – 6 de julio de 1962, Friburgo de Brisgovia) fue una científica alemana, de principios del siglo XX, doctora y sicóloga. Es conocida por la formulación del sesgo cognitivo, que lleva su nombre efecto de Von Restorff.

## Carrera académica
Se doctora, en ambas disciplinas, medicina y sicología, por la Universidad de Berlín. Siendo una destacada especialista de la Psicología de la Gestalt. Ella trabajo como asistente posdotoral con Wolfgang Köhler uno de lo máximos exponentes de esta corriente. Su primera investigación de 1933, llevo a una segunda publicación, conjunta con Köhler. La difusión, de estos estudios, se vio limitada al no existir versión en inglés. 